# Németország városai
Ez a lista Németország összes (2078) városát tartalmazza betűrendben (2008. július 1-jei állapot). A városok egy részénél szerepelnek a 2008 óta bekövetkezett közigazgatási változások — egyesülések és különválások — és az ehhez kapcsolódó névváltoztatások is.
A 100 000 főnél nagyobb városok népesség szerinti listáját lásd itt: Németország nagyvárosai.
| Ábécé szerinti tartalomjegyzék                      |
| --------------------------------------------------- |
| A B C D E F G H I J K L M N O P Q R S T U V W X Y Z |

## A
- Aach (Baden-Württemberg)
- Aachen (Észak-Rajna-Vesztfália)
- Aalen (Baden-Württemberg)
- Abenberg (Bajorország)
- Abensberg (Bajorország)
- Achern (Baden-Württemberg)
- Achim (Alsó-Szászország)
- Adelsheim (Baden-Württemberg)
- Adenau (Rajna-vidék-Pfalz)
- Adorf (Szászország)
- Ahaus (Észak-Rajna-Vesztfália)
- Ahlen (Észak-Rajna-Vesztfália)
- Ahrensburg (Schleswig-Holstein)
- Aichach (Bajorország)
- Aichtal (Baden-Württemberg)
- Aken (Szász-Anhalt)
- Albstadt (Baden-Württemberg)
- Alfeld (Alsó-Szászország)
- Allendorf (Lumda) (Hessen)
- Allstedt (Szász-Anhalt)
- Alpirsbach (Baden-Württemberg)
- Alsdorf (Észak-Rajna-Vesztfália)
- Alsfeld (Hessen)
- Alsleben (Saale) (Szász-Anhalt)
- Altdorf bei Nürnberg (Bajorország)
- Altena (Észak-Rajna-Vesztfália)
- Altenau (Alsó-Szászország)
- Altenberg (Szászország)
- Altenburg (Türingia)
- Altenkirchen (Rajna-vidék-Pfalz)
- Altensteig (Baden-Württemberg)
- Altentreptow (Mecklenburg-Elő-Pomeránia)
- Altlandsberg (Brandenburg)
- Altötting (Bajorország)
- Alzenau in Unterfranken (Bajorország)
- Alzey (Rajna-vidék-Pfalz)
- Amberg (Bajorország)
- Amöneburg (Hessen)
- Amorbach (Bajorország)
- Andernach (Rajna-vidék-Pfalz)
- Angermünde (Brandenburg)
- Anklam (Mecklenburg-Elő-Pomeránia)
- Annaberg-Buchholz (Szászország)
- Annaburg (Szász-Anhalt)
- Annweiler am Trifels (Rajna-vidék-Pfalz)
- Ansbach (Bajorország)
- Apolda (Türingia)
- Arendsee (Szász-Anhalt)
- Arneburg (Szász-Anhalt)
- Arnis (Schleswig-Holstein)
- Arnsberg (Észak-Rajna-Vesztfália)
- Arnstadt (Türingia)
- Arnstein (Bajorország)
- Artern/Unstrut (Türingia)
- Arzberg (Bajorország)
- Aschaffenburg (Bajorország)
- Aschersleben (Szász-Anhalt)
- Asperg (Baden-Württemberg)
- Aßlar (Hessen)
- Attendorn (Észak-Rajna-Vesztfália)
- Aub (Bajorország)
- Aue (Szászország)
- Auerbach in der Oberpfalz (Bajorország)
- Auerbach (Vogtland) (Szászország)
- Augsburg (Bajorország)
- Augustusburg (Szászország)
- Aulendorf (Baden-Württemberg)
- Auma (Türingia)
- Aurich (Alsó-Szászország)

## B
- Babenhausen (Hessen)
- Bacharach (Rajna-vidék-Pfalz)
- Backnang (Baden-Württemberg)
- Bad Aibling (Bajorország)
- Bad Arolsen (Hessen)
- Bad Bentheim (Alsó-Szászország)
- Bad Bergzabern (Rajna-vidék-Pfalz)
- Bad Berka (Türingia)
- Bad Berleburg (Észak-Rajna-Vesztfália)
- Bad Berneck im Fichtelgebirge (Bajorország)
- Bad Bevensen (Alsó-Szászország)
- Bad Bibra (Szász-Anhalt)
- Bad Blankenburg (Türingia)
- Bad Bramstedt (Schleswig-Holstein)
- Bad Breisig (Rajna-vidék-Pfalz)
- Bad Brückenau (Bajorország)
- Bad Buchau (Baden-Württemberg)
- Bad Camberg (Hessen)
- Bad Colberg-Heldburg (Türingia)
- Bad Doberan (Mecklenburg-Elő-Pomeránia)
- Bad Driburg (Észak-Rajna-Vesztfália)
- Bad Düben (Szászország)
- Bad Dürkheim (Rajna-vidék-Pfalz)
- Bad Dürrenberg (Szász-Anhalt)
- Bad Dürrheim (Baden-Württemberg)
- Bad Elster (Szászország)
- Bad Ems (Rajna-vidék-Pfalz)
- Baden-Baden (Baden-Württemberg)
- Bad Fallingbostel (Alsó-Szászország)
- Bad Frankenhausen/Kyffhäuser (Thür.)
- Bad Freienwalde (Oder) (Brandenburg)
- Bad Friedrichshall (Baden-Württ.)
- Bad Gandersheim (Alsó-Szászország)
- Bad Gottleuba-Berggießhübel (Szászország)
- Bad Griesbach im Rottal (Bajorország)
- Bad Grund (Harz) (Alsó-Szászország)
- Bad Harzburg (Alsó-Szászország)
- Bad Herrenalb (Baden-Württemberg)
- Bad Hersfeld (Hessen)
- Bad Homburg vor der Höhe (Hessen)
- Bad Honnef (Észak-Rajna-Vesztfália)
- Bad Hönningen (Rajna-vidék-Pfalz)
- Bad Iburg (Alsó-Szászország)
- Bad Karlshafen (Hessen)
- Bad Kissingen (Bajorország)
- Bad König (Hessen)
- Bad Königshofen im Grabfeld (Bajorország)
- Bad Kösen (Szász-Anhalt)
- Bad Köstritz (Türingia)
- Bad Kreuznach (Rajna-vidék-Pfalz)
- Bad Krozingen (Baden-Württemberg)
- Bad Laasphe (Észak-Rajna-Vesztfália)
- Bad Langensalza (Türingia)
- Bad Lauchstädt (Szász-Anhalt)
- Bad Lausick (Szászország)
- Bad Lauterberg im Harz Alsó-Szászország
- Bad Liebenstein (Türingia)
- Bad Liebenwerda (Brandenburg)
- Bad Liebenzell (Baden-Württemberg)
- Bad Lippspringe (Észak-Rajna-Vesztfália)
- Bad Lobenstein (Türingia)
- Bad Marienberg (Rheinl.-Pf.)
- Bad Mergentheim (Baden-Württ.)
- Bad Münder am Deister Alsó-Szászország
- Bad Münster am Stein-Ebernburg (R.P.)
- Bad Münstereifel (Észak-Rajna-Vesztfália)
- Bad Muskau (Szászország)
- Bad Nauheim (Hessen)
- Bad Nenndorf (Alsó-Szászország)
- Bad Neuenahr-Ahrweiler (Rajna-vidék-Pfalz)
- Bad Neustadt an der Saale (Bajorország)
- Bad Oeynhausen (Észak-Rajna-Vesztfália)
- Bad Oldesloe (Schleswig-Holstein)
- Bad Orb (Hessen)
- Bad Pyrmont (Alsó-Szászország)
- Bad Rappenau (Baden-Württemberg)
- Bad Reichenhall (Bajorország)
- Bad Rodach (Bajorország)
- Bad Sachsa (Alsó-Szászország)
- Bad Säckingen (Baden-Württ.)
- Bad Salzdetfurth (Alsó-Szászország)
- Bad Salzuflen (Észak-Rajna-Vesztfália)
- Bad Salzungen (Türingia)
- Bad Saulgau (Baden-Württemberg)
- Bad Schandau (Szászország)
- Bad Schmiedeberg (Szász-Anh.)
- Bad Schussenried (Baden-Württ.)
- Bad Schwalbach (Hessen)
- Bad Schwartau (Schleswig-Holst.)
- Bad Segeberg (Schleswig-Holstein)
- Bad Sobernheim (Rajna-vidék-Pfalz)
- Bad Soden am Taunus (Hessen)
- Bad Soden-Salmünster (Hessen)
- Bad Sooden-Allendorf (Hessen)
- Bad Staffelstein (Bajorország)
- Bad Sulza (Türingia)
- Bad Sülze (Mecklenburg-Elő-Pomeránia)
- Bad Teinach-Zavelstein (Baden-W.)
- Bad Tennstedt (Türingia)
- Bad Tölz (Bajorország)
- Bad Urach (Baden-Württemberg)
- Bad Vilbel (Hessen)
- Bad Waldsee (Baden-Württemberg
- Bad Wildbad (Baden-Württemberg)
- Bad Wildungen (Hessen)
- Bad Wilsnack (Brandenburg)
- Bad Wimpfen (Baden-Württemberg)
- Bad Windsheim (Bajorország)
- Bad Wörishofen (Bajorország)
- Bad Wünnenberg (Észak-Rajna-Vesztfália)
- Bad Wurzach (Baden-Württemberg)
- Baesweiler (Észak-Rajna-Vesztfália)
- Baiersdorf (Bajorország)
- Balingen (Baden-Württemberg)
- Ballenstedt (Szász-Anhalt)
- Balve (Észak-Rajna-Vesztfália)
- Bamberg (Bajorország)
- Barby (Szász-Anhalt)
- Bargteheide (Schleswig-Holstein)
- Barmstedt (Schleswig-Holstein)
- Bärnau (Bajorország)
- Barntrup (Észak-Rajna-Vesztfália)
- Barsinghausen (Alsó-Szászország)
- Barth (Mecklenburg-Elő-Pomeránia)
- Baruth/Mark (Brandenburg)
- Bassum (Alsó-Szászország)
- Battenberg (Hessen)
- Baumholder (Rajna-vidék-Pfalz)
- Baunach (Bajorország)
- Baunatal (Hessen)
- Bautzen (Szászország)
- Bayreuth (Bajorország)
- Bebra (Hessen)
- Beckum (Észak-Rajna-Vesztfália)
- Bedburg (Észak-Rajna-Vesztfália)
- Beelitz (Brandenburg)
- Beerfelden (Hessen)
- Beeskow (Brandenburg)
- Beilngries (Bajorország)
- Beilstein (Baden-Württemberg)
- Belgern (Szászország)
- Belzig (Brandenburg)
- Bendorf (Rajna-vidék-Pfalz)
- Benneckenstein (Harz) (Szász-Anhalt)
- Bensheim (Hessen)
- Berching (Bajorország)
- Berga/Elster (Türingia)
- Bergen (Alsó-Szászország)
- Bergen auf Rügen (Mecklenburg-Elő-Pomeránia)
- Bergheim (Észak-Rajna-Vesztfália)
- Bergisch Gladbach (Észak-Rajna-Vesztfália)
- Bergkamen (Észak-Rajna-Vesztfália)
- Bergneustadt (Észak-Rajna-Vesztfália)
- Berka/Werra (Türingia)
- Berlin (Land Berlin / Bundeshauptstadt)
- Bernau bei Berlin (Brandenburg)
- Bernburg (Szász-Anhalt)
- Bernkastel-Kues (Rajna-vidék-Pfalz)
- Bernsdorf (Szászország)
- Bernstadt auf dem Eigen (Szászország)
- Bersenbrück (Alsó-Szászország)
- Besigheim (Baden-Württemberg)
- Betzdorf (Rajna-vidék-Pfalz)
- Betzenstein (Bajorország)
- Beverungen (Észak-Rajna-Vesztfália)
- Bexbach (Saarland)
- Biberach an der Riß (Baden-Württ.)
- Biedenkopf (Hessen)
- Bielefeld (Észak-Rajna-Vesztfália)
- Biesenthal (Brandenburg)
- Bietigheim-Bissingen (Baden-Württ.)
- Billerbeck (Észak-Rajna-Vesztfália)
- Bingen am Rhein (Rajna-vidék-Pfalz)
- Birkenfeld (Rajna-vidék-Pfalz)
- Bischofsheim an der Rhön (Bajorország)
- Bischofswerda (Szászország)
- Bismark (Altmark) (Szász-Anhalt)
- Bitburg (Rajna-vidék-Pfalz)
- Bitterfeld (Szász-Anhalt)
- Blankenburg (Szász-Anhalt)
- Blankenhain (Türingia)
- Blaubeuren (Baden-Württemberg)
- Bleckede (Alsó-Szászország)
- Bleicherode (Türingia)
- Blieskastel (Saarland)
- Blomberg (Észak-Rajna-Vesztfália)
- Blumberg (Baden-Württemberg)
- Bobingen (Bajorország)
- Böblingen (Baden-Württemberg)
- Bocholt (Észak-Rajna-Vesztfália)
- Bochum (Észak-Rajna-Vesztfália)
- Bockenem (Alsó-Szászország)
- Bodenwerder (Alsó-Szászország)
- Bogen (Bajorország)
- Böhlen (Szászország)
- Boizenburg (Mecklenburg-Elő-Pomeránia)
- Bonn (Észak-Rajna-Vesztfália)
- Bonndorf im Schwarzwald (Baden-W.)
- Bönnigheim (Baden-Württemberg)
- Bopfingen (Baden-Württemberg)
- Boppard (Rajna-vidék-Pfalz)
- Borgentreich (Észak-Rajna-Vesztfália)
- Borgholzhausen (Észak-Rajna-Vesztfália)
- Borken (Észak-Rajna-Vesztfália)
- Borken (Hessen) (Hessen)
- Borkum (Alsó-Szászország)
- Borna (Szászország)
- Bornheim (Észak-Rajna-Vesztfália)
- Bottrop (Észak-Rajna-Vesztfália)
- Boxberg (Baden-Württemberg)
- Brackenheim (Baden-Württemberg)
- Brake (Unterweser) (Alsó-Szászország)
- Brakel (Észak-Rajna-Vesztfália)
- Bramsche (Alsó-Szászország)
- Brandenburg an der Havel (Brandenb.)
- Brand-Erbisdorf (Szászország)
- Brandis (Szászország)
- Braubach (Rajna-vidék-Pfalz)
- Braunfels (Hessen)
- Braunlage (Alsó-Szászország)
- Bräunlingen (Baden-Württemberg)
- Braunsbedra (Szász-Anhalt)
- Braunschweig (Alsó-Szászország)
- Breckerfeld (Észak-Rajna-Vesztfália)
- Bredstedt (Schleswig-Holstein)
- Brehna (Szász-Anhalt)
- Breisach (Baden-Württemb.)
- Bréma (Bréma / Hanza-város)
- Bremerhaven (Bréma)
- Bremervörde (Alsó-Szászország)
- Bretten (Baden-Württemberg)
- Breuberg (Hessen)
- Brilon (Észak-Rajna-Vesztfália)
- Brotterode (Türingia)
- Bruchköbel (Hessen)
- Bruchsal (Baden-Württemberg)
- Brück (Brandenburg)
- Brüel (Mecklenburg-Elő-Pomeránia)
- Brühl (Észak-Rajna-Vesztfália)
- Brunsbüttel (Schleswig-Holstein)
- Brüssow (Brandenburg)
- Buchen (Odenwald) (Baden-Württ.)
- Buchholz in der Nordheide Alsó-Szászország
- Buchloe (Bajorország)
- Bückeburg (Alsó-Szászország)
- Buckow (Brandenburg)
- Büdelsdorf (Schleswig-Holstein)
- Büdingen (Hessen)
- Bühl (Baden-Württemberg)
- Bünde (Észak-Rajna-Vesztfália)
- Büren (Észak-Rajna-Vesztfália)
- Burg (Szász-Anhalt)
- Burgau (Bajorország)
- Burgbernheim (Bajorország)
- Burgdorf (Alsó-Szászország)
- Bürgel (Türingia)
- Burghausen
- Burgkunstadt (Bajorország)
- Burglengenfeld (Bajorország)
- Burgstädt (Szászország)
- Burg Stargard (Mecklenburg-Elő-Pomeránia)
- Burgwedel (Alsó-Szászország)
- Burladingen (Baden-Württemberg)
- Burscheid (Észak-Rajna-Vesztfália)
- Bürstadt (Hessen)
- Buttelstedt (Türingia)
- Buttstädt (Türingia)
- Butzbach (Hessen)
- Bützow (Mecklenburg-Elő-Pomeránia)
- Buxtehude (Alsó-Szászország)

## C
- Calau (Brandenburg)
- Calbe (Saale) (Szász-Anhalt)
- Calw (Baden-Württemberg)
- Castrop-Rauxel (Észak-Rajna-Vesztfália)
- Celle (Alsó-Szászország)
- Cham (Bajorország)
- Chemnitz (Szászország)
- Clausthal-Zellerfeld Alsó-Szászország
- Clingen (Türingia)
- Cloppenburg (Alsó-Szászország)
- Coburg (Bajorország)
- Cochem (Rajna-vidék-Pfalz)
- Coesfeld (Észak-Rajna-Vesztfália)
- Colditz (Szászország)
- Coswig (Szászország)
- Coswig (Anhalt) (Szász-Anhalt)
- Cottbus (Brandenburg)
- Crailsheim (Baden-Württemberg)
- Creglingen (Baden-Württemberg)
- Creußen (Bajorország)
- Creuzburg (Türingia)
- Crimmitschau (Szászország)
- Crivitz (Mecklenburg-Elő-Pomeránia)
- Cuxhaven (Alsó-Szászország)

## D
- Dachau (Bajorország)
- Dahlen (Szászország)
- Dahme/Mark (Brandenburg)
- Dahn (Rajna-vidék-Pfalz)
- Damme (Alsó-Szászország)
- Dannenberg) (Alsó-Szászország)
- Dargun (Mecklenburg-Elő-Pomeránia)
- Darmstadt (Hessen)
- Dassel (Alsó-Szászország)
- Dassow (Mecklenburg-Elő-Pomeránia)
- Datteln (Észak-Rajna-Vesztfália)
- Daun (Rajna-vidék-Pfalz)
- Deggendorf (Bajorország)
- Deidesheim (Rajna-vidék-Pfalz)
- Delbrück (Észak-Rajna-Vesztfália)
- Delitzsch (Szászország)
- Delmenhorst (Alsó-Szászország)
- Demmin (Mecklenburg-Elő-Pomeránia)
- Derenburg (Szász-Anhalt)
- Dessau (Szász-Anhalt)
- Detmold (Észak-Rajna-Vesztfália)
- Dettelbach (Bajorország)
- Dieburg (Hessen)
- Diemelstadt (Hessen)
- Diepholz (Alsó-Szászország)
- Dierdorf (Rajna-vidék-Pfalz)
- Dietenheim (Baden-Württemberg)
- Dietfurt an der Altmühl (Bajorország)
- Dietzenbach (Hessen)
- Diez (Rajna-vidék-Pfalz)
- Dillenburg (Hessen)
- Dillingen an der Donau (Bajorország)
- Dillingen/Saar (Saarland)
- Dingelstädt (Türingia)
- Dingolfing (Bajorország)
- Dinkelsbühl (Bajorország)
- Dinklage (Alsó-Szászország)
- Dinslaken (Észak-Rajna-Vesztfália)
- Dippoldiswalde (Szászország)
- Dissen am Teutoburger Wald (Alsó-Szászo.)
- Ditzingen (Baden-Württemberg)
- Döbeln (Szászország)
- Doberlug-Kirchhain (Brandenburg)
- Döbern (Brandenburg)
- Dohna (Szászország)
- Dömitz (Mecklenburg-Elő-Pomeránia)
- Dommitzsch (Szászország)
- Donaueschingen (Baden-Württemberg)
- Donauwörth (Bajorország)
- Donzdorf (Baden-Württemberg)
- Dorfen (Bajorország)
- Dormagen (Észak-Rajna-Vesztfália)
- Dornburg-Camburg (Türingia)
- Dornhan (Baden-Württemberg)
- Dornstetten (Baden-Württemberg)
- Dorsten (Észak-Rajna-Vesztfália)
- Dortmund (Észak-Rajna-Vesztfália)
- Dransfeld (Alsó-Szászország)
- Drebkau (Brandenburg)
- Dreieich (Hessen)
- Drensteinfurt (Észak-Rajna-Vesztfália)
- Drezda (Szászország fővárosa)
- Drolshagen (Észak-Rajna-Vesztfália)
- Duderstadt (Alsó-Szászország)
- Duisburg (Észak-Rajna-Vesztfália)
- Dülmen (Észak-Rajna-Vesztfália)
- Düren (Észak-Rajna-Vesztfália)
- Düsseldorf (Észak-Rajna-Vesztfália fővárosa)

## E
- Ebeleben (Türingia)
- Eberbach Baden-Württemberg)
- Ebermannstadt (Bajorország)
- Ebern (Bajorország)
- Ebersbach an der Fils (Baden-Württ.)
- Ebersbach-Neugersdorf (Szászország)
- Ebersberg (Bajorország)
- Eberswalde (Brandenburg)
- Eckartsberga (Szász-Anhalt)
- Eckernförde (Schleswig-Holstein)
- Edenkoben (Rajna-vidék-Pfalz)
- Egeln (Szász-Anhalt)
- Eggenfelden (Bajorország)
- Eggesin (Mecklenburg-Elő-Pomeránia)
- Ehingen (Donau) (Baden-Württemberg)
- Ehrenfriedersdorf (Szászország)
- Eibelstadt (Bajorország)
- EibensAbck (Szászország)
- Eichstätt (Bajorország)
- Eilenburg (Szászország)
- Einbeck (Alsó-Szászország)
- Eisenach (Türingia)
- Eisenberg (Türingia)
- Eisenberg (Pfalz) (Rajna-vidék-Pfalz)
- Eisenhüttenstadt (Brandenburg)
- Eisfeld (Türingia)
- Eisleben (Lutherstadt Eisleben, Szász-Anhalt)
- Eislingen/Fils (Baden-Württemberg)
- Ellingen (Bajorország)
- Ellrich (Türingia)
- Ellwangen (Baden-Württemberg)
- Elmshorn (Schleswig-Holstein)
- Elsfleth (Alsó-Szászország)
- Elsterberg (Szászország)
- Elsterwerda (Brandenburg)
- Elstra (Szászország)
- Elterlein (Szászország)
- Eltmann (Bajorország)
- Eltville am Rhein (Hessen)
- Elzach (Baden-Württemberg)
- Elze (Alsó-Szászország)
- Emden (Alsó-Szászország)
- Emmendingen (Baden-Württemberg)
- Emmerich am Rhein (Észak-Rajna-Vesztfália)
- Emsdetten (Észak-Rajna-Vesztfália)
- Endingen (Baden-Württ.)
- Engen (Baden-Württemberg)
- Enger (Észak-Rajna-Vesztfália)
- Ennepetal (Észak-Rajna-Vesztfália)
- Ennigerloh (Észak-Rajna-Vesztfália)
- Eppelheim (Baden-Württemberg)
- Eppingen (Baden-Württemberg)
- Eppstein (Hessen)
- Erbach (Alb-Dunai járás) (Baden-Württemberg)
- Erbach (Hessen)
- Erbendorf (Bajorország)
- Erding (Bajorország)
- Erftstadt (Észak-Rajna-Vesztfália)
- Erfurt (Türingia fővárosa)
- Erkelenz (Észak-Rajna-Vesztfália)
- Erkner (Brandenburg)
- Erkrath (Észak-Rajna-Vesztfália)
- Erlangen (Bajorország)
- Erlenbach am Main (Bajorország)
- Erwitte (Észak-Rajna-Vesztfália)
- Eschborn (Hessen)
- Eschenbach in der Oberpfalz (Bajorország)
- Eschershausen (Alsó-Szászország)
- Eschwege (Hessen)
- Eschweiler (Észak-Rajna-Vesztfália)
- Esens (Alsó-Szászország)
- Espelkamp (Észak-Rajna-Vesztfália)
- Essen (Észak-Rajna-Vesztfália)
- Esslingen am Neckar (Baden-Württ.)
- Ettenheim (Baden-Württemberg)
- Ettlingen (Baden-Württemberg)
- Euskirchen (Észak-Rajna-Vesztfália)
- Eutin (Schleswig-Holstein)

## F
- Falkenberg/Elster (Brandenburg)
- Falkensee (Brandenburg)
- Falkenstein/Harz (Szász-Anhalt)
- Falkenstein/Vogtl. (Szászország)
- Fehmarn (Schleswig-Holstein)
- Fellbach (Baden-Württemberg)
- Felsberg (Hessen))
- Feuchtwangen (Bajorország)
- Filderstadt (Baden-Württemberg)
- Finsterwalde (Brandenburg)
- Fladungen (Bajorország)
- Flensburg (Schleswig-Holstein)
- Flöha (Szászország)
- Flörsheim am Main (Hessen)
- Forchheim (Bajorország)
- Forchtenberg (Baden-Württemberg)
- Forst (Brandenburg)
- Frankenau (Hessen)
- Frankenberg (Eder) (Hessen)
- Frankenberg/Sa. (Szászország)
- Frankenthal (Pfalz) (Rajna-vidék-Pfalz)
- Frankfurt am Main (Hessen)
- Frankfurt (Oder) (Brandenburg)
- Franzburg (Mecklenburg-Elő-Pomeránia)
- Frauenstein (Szászország)
- Frechen (Észak-Rajna-Vesztfália)
- Freiberg am Neckar (Baden-Württemb.)
- Freiberg (Szászország)
- Freiburg im Breisgau (Baden-Württemb.)
- Freilassing (Bajorország)
- Freinsheim (Rajna-vidék-Pfalz)
- Freising (Bajorország)
- Freital (Szászország)
- Freren (Alsó-Szászország)
- Freudenberg (Baden-Württemberg)
- Freudenberg (Észak-Rajna-Vesztfália)
- Freudenstadt (Baden-Württemberg)
- Freyburg (Unstrut) (Szász-Anhalt)
- Freystadt (Bajorország)
- Freyung (Bajorország)
- Fridingen an der Donau (Baden-Württ.)
- Friedberg (Bajorország)
- Friedberg (Hessen)
- Friedland (Mecklenburg-Elő-Pomeránia)
- Friedland (Brandenburg)
- Friedrichroda (Türingia)
- Friedrichsdorf (Hessen)
- Friedrichshafen (Baden-Württemberg)
- Friedrichstadt (Schleswig-Holstein)
- Friedrichsthal (Saarland)
- Friesack (Brandenburg)
- Friesoythe (Alsó-Szászország)
- Fritzlar (Hessen)
- Frohburg (Szászország)
- Fröndenberg (Észak-Rajna-Vesztfália)
- Fulda (Hessen)
- Fürstenau (Alsó-Szászország)
- Fürstenberg/Havel (Brandenburg)
- Fürstenfeldbruck (Bajorország)
- Fürstenwalde/Spree (Brandenburg)
- Fürth (Bajorország)
- Furth im Wald (Bajorország)
- Furtwangen im Schwarzwald (Baden-W.)
- Füssen (Bajorország)

## G
- Gadebusch (Mecklenburg-Elő-Pomeránia)
- Gaggenau (Baden-Württemberg)
- Gaildorf (Baden-Württemberg)
- Gammertingen (Baden-Württemberg)
- Garbsen (Alsó-Szászország)
- Garching bei München (Bajorország)
- Gardelegen (Szász-Anhalt)
- Garding (Schleswig-Holstein)
- Gartz (Brandenburg)
- Garz/Rügen (Mecklenburg-Elő-Pomeránia)
- Gau-Algesheim (Rajna-vidék-Pfalz)
- Gebesee (Türingia)
- Gedern (Hessen)
- Geesthacht (Schleswig-Holstein)
- Gefell (Türingia)
- Gefrees (Bajorország)
- Gehrden (Alsó-Szászország)
- Gehren (Türingia)
- Geilenkirchen (Észak-Rajna-Vesztfália)
- Geisa (Türingia)
- Geiselhöring (Bajorország)
- Geisenfeld (Bajorország)
- Geisenheim (Hessen)
- Geising (Szászország)
- Geisingen (Baden-Württemberg)
- Geislingen (Baden-Württemberg)
- Geislingen an der Steige (Baden-Württ.)
- Geithain (Szászország)
- Geldern (Észak-Rajna-Vesztfália)
- Gelnhausen (Hessen)
- Gelsenkirchen (Észak-Rajna-Vesztfália)
- Gemünden am Main (Bajorország)
- Gemünden (Wohra) (Hessen)
- Gengenbach (Baden-Württemberg)
- Genthin (Szász-Anhalt)
- Georgsmarienhütte (Alsó-Szászország)
- Gera (Türingia)
- Gerabronn (Baden-Württemberg)
- Gerbstedt (Szász-Anhalt)
- Geretsried (Bajorország)
- Geringswalde (Szászország)
- Gerlingen (Baden-Württemberg)
- Germering (Bajorország)
- Germersheim (Rajna-vidék-Pfalz)
- Gernrode (Szász-Anhalt)
- Gernsbach (Baden-Württemberg)
- Gernsheim (Hessen)
- Gerolstein (Rajna-vidék-Pfalz)
- Gerolzhofen (Bajorország)
- Gersfeld (Rhön) (Hessen)
- Gersthofen (Bajorország)
- Gescher (Észak-Rajna-Vesztfália)
- Geseke (Észak-Rajna-Vesztfália)
- Gevelsberg (Észak-Rajna-Vesztfália)
- Geyer (Szászország)
- Giengen an der Brenz (Baden-Württ.)
- Gießen (Hessen)
- Gifhorn (Alsó-Szászország)
- Gladbeck (Észak-Rajna-Vesztfália)
- Gladenbach (Hessen)
- Glashütte (Szászország)
- Glauchau (Szászország)
- Glinde (Schleswig-Holstein)
- Glücksburg (Schleswig-Holst.)
- Glückstadt (Schleswig-Holstein)
- Gnoien (Mecklenburg-Elő-Pomeránia)
- Goch (Észak-Rajna-Vesztfália)
- Goldberg (Mecklenburg-Elő-Pomeránia)
- Goldkronach (Bajorország)
- Golßen (Brandenburg)
- Gommern (Szász-Anhalt)
- Göppingen (Baden-Württemberg)
- Görlitz (Szászország)
- Goslar (Alsó-Szászország)
- Gößnitz (Türingia)
- Gotha (Türingia)
- Göttingen (Alsó-Szászország)
- Grabow (Mecklenburg-Elő-Pomeránia)
- Grafenau (Bajorország)
- Gräfenberg (Bajorország)
- Gräfenhainichen (Szász-Anhalt)
- Gräfenthal (Türingia)
- Grafenwöhr (Bajorország)
- Grafing bei München (Bajorország)
- Gransee (Brandenburg)
- Grebenau (Hessen)
- Grebenstein (Hessen)
- Greding (Bajorország)
- Greifswald (Meckl.-Elő-Pomeránia / Hanza-város)
- Greiz Türingia)
- Greußen (Türingia)
- Greven (Észak-Rajna-Vesztfália)
- Grevenbroich (Észak-Rajna-Vesztfália)
- Grevesmühlen (Mecklenburg-Elő-Pomeránia)
- Griesheim (Hessen)
- Grimma (Szászország)
- Grimmen (Mecklenburg-Elő-Pomeránia)
- Gröbzig (Szász-Anhalt)
- Gröditz (Szászország)
- Groitzsch (Szászország)
- Gronau (Leine) (Alsó-Szászország)
- Gronau (Westf.) (Észak-Rajna-Vesztfália)
- Gröningen (Szász-Anhalt)
- Großalmerode (Hessen)
- Groß-Bieberau (Hessen)
- Großbottwar (Baden-Württemberg)
- Großbreitenbach (Türingia)
- Großenehrich (Türingia)
- Großenhain (Szászország)
- Groß-Gerau (Hessen)
- Großräschen (Brandenburg)
- Großröhrsdorf (Szászország)
- Großschirma (Szászország)
- Groß-Umstadt (Hessen)
- Grünberg (Hessen)
- Grünhain-Beierfeld (Szászország)
- Grünsfeld (Baden-Württemberg)
- Grünstadt (Rajna-vidék-Pfalz)
- Guben (Brandenburg)
- Gudensberg (Hessen)
- Güglingen (Baden-Württemberg)
- Gummersbach (Észak-Rajna-Vesztfália)
- Gundelfingen an der Donau (Bajorország)
- Gundelsheim (Baden-Württemberg)
- Güntersberge (Szász-Anhalt)
- Günzburg (Bajorország)
- Gunzenhausen (Bajorország)
- Güsten (Szász-Anhalt)
- Güstrow (Mecklenburg-Elő-Pomeránia)
- Gütersloh (Észak-Rajna-Vesztfália)
- Gützkow (Mecklenburg-Elő-Pomeránia)

## H
- Haan (Észak-Rajna-Vesztfália)
- Hachenburg (Rajna-vidék-Pfalz)
- Hadamar (Hessen)
- Hadmersleben (Szász-Anhalt)
- Hagen (Észak-Rajna-Vesztfália)
- Hagenow (Mecklenburg-Elő-Pomeránia)
- Haiger (Hessen)
- Haigerloch (Baden-Württemberg)
- Hainichen (Szászország)
- Haiterbach (Baden-Württemberg)
- Halberstadt (Szász-Anhalt)
- Haldensleben (Szász-Anhalt)
- Halle (Szász-Anhalt)
- Halle (Észak-Rajna-Vesztfália)
- Hallenberg (Észak-Rajna-Vesztfália)
- Hallstadt (Bajorország)
- Haltern am See (Észak-Rajna-Vesztfália)
- Halver (Észak-Rajna-Vesztfália)
- Hamburg (Szabad és Hanza-város)
- Hameln (Alsó-Szászország)
- Hamm (Észak-Rajna-Vesztfália)
- Hammelburg (Bajorország)
- Hamminkeln (Észak-Rajna-Vesztfália)
- Hanau (Hessen)
- Hannover (Alsó-Szászország fővárosa)
- Hannoversch Münden (Alsó-Szászország)
- Harburg (Bajorország)
- Hardegsen (Alsó-Szászország)
- Haren (Ems) (Alsó-Szászország)
- Harsewinkel (Észak-Rajna-Vesztfália)
- Hartenstein (Szászország)
- Hartha (Szászország)
- Harzgerode (Szász-Anhalt)
- Haselünne (Alsó-Szászország)
- Haslach (Baden-Württ.)
- Hasselfelde (Szász-Anhalt)
- Haßfurt (Bajorország)
- Hattersheim am Main (Hessen)
- Hattingen (Észak-Rajna-Vesztfália)
- Hatzfeld (Eder) (Hessen)
- Hausach (Baden-Württemberg)
- Hauzenberg (Bajorország)
- Havelberg (Szász-Anhalt)
- Havelsee (Brandenburg)
- Hayingen (Baden-Württemberg)
- Hechingen (Baden-Württemberg)
- Hecklingen (Szász-Anhalt)
- Heide (Schleswig-Holstein)
- Heideck (Bajorország)
- Heidelberg (Baden-Württemberg)
- Heidenau (Szászország)
- Heidenheim an der Brenz (Baden-Württ.)
- Heilbad Heiligenstadt (Türingia)
- Heilbronn (Baden-Württemberg)
- Heiligenhafen (Schleswig-Holstein)
- Heiligenhaus (Észak-Rajna-Vesztfália)
- Heilsbronn (Bajorország)
- Heimbach (Észak-Rajna-Vesztfália)
- Heimsheim (Baden-Württemberg)
- Heinsberg (Észak-Rajna-Vesztfália)
- Heitersheim (Baden-Württemberg)
- Heldrungen (Türingia)
- Helmbrechts (Bajorország)
- Helmstedt (Alsó-Szászország)
- Hemau (Bajorország)
- Hemer (Észak-Rajna-Vesztfália)
- Hemmingen (Alsó-Szászország)
- Hemmoor (Alsó-Szászország)
- Hemsbach (Baden-Württemberg)
- Hennef (Sieg) (Észak-Rajna-Vesztfália)
- Hennigsdorf (Brandenburg)
- Heppenheim (Hessen)
- Herbolzheim (Baden-Württemberg)
- Herborn (Hessen)
- Herbrechtingen (Baden-Württemberg)
- Herbstein (Hessen)
- Herdecke (Észak-Rajna-Vesztfália)
- Herdorf (Rajna-vidék-Pfalz)
- Herford (Észak-Rajna-Vesztfália)
- Heringen/Helme (Türingia)
- Heringen (Hessen)
- Hermeskeil (Rajna-vidék-Pfalz)
- Hermsdorf (Türingia)
- Herne (Észak-Rajna-Vesztfália)
- Herrenberg (Baden-Württemberg)
- Herrieden (Bajorország)
- Herrnhut (Szászország)
- Hersbruck (Bajorország)
- Herten (Észak-Rajna-Vesztfália)
- Herzberg am Harz (Alsó-Szászország)
- Herzberg (Elster) (Brandenburg)
- Herzogenaurach (Bajorország)
- Herzogenrath (Észak-Rajna-Vesztfália)
- Hessisch Lichtenau (Hessen)
- Hessisch Oldendorf (Alsó-Szászország)
- Hettingen (Baden-Württemberg)
- Hettstedt (Szász-Anhalt)
- Heubach (Baden-Württemberg)
- Heusenstamm (Hessen)
- Hilchenbach (Észak-Rajna-Vesztfália)
- Hildburghausen (Türingia)
- Hilden (Észak-Rajna-Vesztfália)
- Hildesheim (Alsó-Szászország)
- Hillesheim (Rajna-vidék-Pfalz)
- Hilpoltstein (Bajorország)
- Hirschau (Bajorország)
- Hirschberg (Türingia)
- Hirschhorn (Neckar) (Hessen)
- Hitzacker (Alsó-Szászország)
- Hochheim am Main (Hessen)
- Höchstadt an der Aisch (Bajorország)
- Höchstädt (Bajorország)
- Hockenheim (Baden-Württemberg)
- Hof (Bajorország)
- Hofgeismar (Hessen)
- Hofheim am Taunus (Hessen)
- Hofheim (Bajorország)
- Hohenberg an der Eger (Bajorország)
- Hohenleuben (Türingia)
- Hohenmölsen (Szász-Anhalt)
- Hohen Neuendorf (Brandenburg)
- Hohenstein-Ernstthal (Szászország)
- Hohnstein (Szászország)
- Höhr-Grenzhausen (Rajna-vidék-Pfalz)
- Hollfeld (Bajorország)
- Holzgerlingen (Baden-Württemberg)
- Holzminden (Alsó-Szászország)
- Homberg (Efze) (Hessen)
- Homberg (Ohm) (Hessen)
- Homburg (Saar) (Saarland)
- Horb am Neckar (Baden-Württemberg)
- Hornbach (Rajna-vidék-Pfalz)
- Horn-Bad Meinberg (Észak-Rajna-Vesztfália)
- Hornberg (Baden-Württemberg)
- Hornburg (Alsó-Szászország)
- Hörstel (Észak-Rajna-Vesztfália)
- Horstmar (Észak-Rajna-Vesztfália)
- Höxter (Észak-Rajna-Vesztfália)
- Hoya (Alsó-Szászország)
- Hoyerswerda (Szászország)
- Hoym (Szász-Anhalt)
- Hückelhoven (Észak-Rajna-Vesztfália)
- Hückeswagen (Észak-Rajna-Vesztfália)
- Hüfingen (Baden-Württemberg)
- Hünfeld (Hessen)
- Hungen (Hessen)
- Hürth (Észak-Rajna-Vesztfália)
- Husum (Schleswig-Holstein)

## I
- Ibbenbüren (Észak-Rajna-Vesztfália)
- Ichenhausen (Bajorország)
- Idar-Oberstein (Rajna-vidék-Pfalz)
- Idstein (Hessen)
- Illertissen (Bajorország)
- Ilmenau (Türingia)
- Ilsenburg (Szász-Anhalt)
- Ilshofen (Baden-Württemberg)
- Immenhausen (Hessen)
- Immenstadt im Allgäu (Bajorország)
- Ingelfingen (Baden-Württemberg)
- Ingelheim am Rhein (Rajna-vidék-Pfalz)
- Ingolstadt (Bajorország)
- Iphofen (Bajorország)
- Iserlohn (Észak-Rajna-Vesztfália)
- Isny im Allgäu (Baden-Württemberg)
- Isselburg (Észak-Rajna-Vesztfália)
- Itzehoe (Schleswig-Holstein)

## J
- Jarmen (Mecklenburg-Elő-Pomeránia)
- Jena (Türingia)
- Jerichow (Szász-Anhalt)
- Jessen (Elster) (Szász-Anhalt)
- Jever (Alsó-Szászország)
- Joachimsthal (Brandenburg)
- Johanngeorgenstadt (Szászország)
- Jöhstadt (Szászország)
- Jülich (Észak-Rajna-Vesztfália)
- Jüterbog (Brandenburg)

## K
- Kaarst (Észak-Rajna-Vesztfália)
- Kahla (Türingia)
- Kaisersesch (Rajna-vidék-Pfalz)
- Kaiserslautern (Rajna-vidék-Pfalz)
- Kalbe (Milde) (Szász-Anhalt)
- Kalkar (Észak-Rajna-Vesztfália)
- Kaltenkirchen (Schleswig-Holstein)
- Kaltennordheim (Türingia)
- Kamen (Észak-Rajna-Vesztfália)
- Kamenz (Szászország)
- Kamp-Lintfort (Észak-Rajna-Vesztfália)
- Kandel (Rajna-vidék-Pfalz)
- Kandern (Baden-Württemberg)
- Kappeln (Schleswig-Holstein)
- Karben (Hessen)
- Karlsruhe (Baden-Württemberg)
- Karlstadt (Bajorország)
- Kassel (Hessen)
- Kastellaun (Rajna-vidék-Pfalz)
- Katzenelnbogen (Rajna-vidék-Pfalz)
- Kaub (Rajna-vidék-Pfalz)
- Kaufbeuren (Bajorország)
- Kehl (Baden-Württemberg)
- Kelbra (Kyffhäuser) (Szász-Anhalt)
- Kelheim (Bajorország)
- Kelkheim (Taunus) (Hessen)
- Kellinghusen (Schleswig-Holstein)
- Kelsterbach (Hessen)
- Kemberg (Szász-Anhalt)
- Kemnath (Bajorország)
- Kempen (Észak-Rajna-Vesztfália)
- Kempten im Allgäu (Bajorország)
- Kenzingen (Baden-Württemberg)
- Kerpen (Észak-Rajna-Vesztfália)
- Ketzin (Brandenburg)
- Kevelaer (Észak-Rajna-Vesztfália)
- Kiel (Schleswig-Holstein fővárosa)
- Kierspe (Észak-Rajna-Vesztfália)
- Kindelbrück (Türingia)
- Kirchberg (Szászország)
- Kirchberg an der Jagst (Baden-Württ.)
- Kirchberg (Hunsrück) (Rajna-vidék-Pfalz)
- Kirchen (Sieg) (Rajna-vidék-Pfalz)
- Kirchenlamitz (Bajorország)
- Kirchhain (Hessen)
- Kirchheimbolanden (Rajna-vidék-Pfalz)
- Kirchheim unter Teck (Baden-Württemb.)
- Kirn (Rajna-vidék-Pfalz)
- Kirtorf (Hessen)
- Kitzingen (Bajorország)
- Kitzscher (Szászország)
- Kleve (Észak-Rajna-Vesztfália)
- Klingenberg am Main (Bajorország)
- Klingenthal/Sa. (Szászország)
- Klötze (Szász-Anhalt)
- Klütz (Mecklenburg-Elő-Pomeránia)
- Knittlingen (Baden-Württemberg)
- Koblenz (Rajna-vidék-Pfalz)
- Kohren-Sahlis (Szászország)
- Kolbermoor (Bajorország)
- Kölleda (Türingia)
- Königsberg in Bayern (Bajorország)
- Königsbrück (Szászország)
- Königsbrunn (Bajorország)
- Königsee (Türingia)
- Königslutter (Alsó-Szászország)
- Königstein im Taunus (Hessen)
- Königstein (Sächsische Schweiz) (Szászország)
- Königswinter (Észak-Rajna-Vesztfália)
- Königs Wusterhausen (Brandenburg)
- Könnern (Szász-Anhalt)
- Konstanz (Baden-Württemberg)
- Konz (Rajna-vidék-Pfalz)
- Korbach (Hessen)
- Korntal-Münchingen (Baden-Württemb.)
- Kornwestheim (Baden-Württemberg)
- Korschenbroich (Észak-Rajna-Vesztfália)
- Köln (Észak-Rajna-Vesztfália)
- Köthen (Szász-Anhalt)
- Kötzting (Bajorország)
- Kraichtal (Baden-Württemberg)
- Krakow am See (Mecklenb.-Elő-Pomeránia)
- Kranichfeld (Türingia)
- Krautheim (Baden-Württemberg)
- Krefeld (Észak-Rajna-Vesztfália)
- Kremmen (Brandenburg)
- Krempe (Schleswig-Holstein)
- Kreuztal (Észak-Rajna-Vesztfália)
- Kronach (Bajorország)
- Kronberg im Taunus (Hessen)
- Kröpelin (Mecklenburg-Elő-Pomeránia)
- Kroppenstedt (Szász-Anhalt)
- Krumbach (Schwaben) (Bajorország)
- Kühlungsborn (Mecklenb.-Elő-Pomeránia)
- Kulmbach (Bajorország)
- Külsheim (Baden-Württemberg)
- Künzelsau (Baden-Württemberg)
- Kupferberg (Bajorország)
- Kuppenheim (Baden-Württemberg)
- Kusel (Rajna-vidék-Pfalz)
- Kyllburg (Rajna-vidék-Pfalz)
- Kyritz (Brandenburg)

## L
- Laage (Mecklenburg-Elő-Pomeránia)
- Laatzen (Alsó-Szászország)
- Ladenburg (Baden-Württemberg)
- Lage (Észak-Rajna-Vesztfália)
- Lahnstein (Rajna-vidék-Pfalz)
- Lahr/Schwarzwald (Baden-Württemberg)
- Laichingen (Baden-Württemberg)
- Lambrecht (Pfalz) (Rajna-vidék-Pfalz)
- Lampertheim (Hessen)
- Landau an der Isar (Bajorország)
- Landau in der Pfalz (Rajna-vidék-Pfalz)
- Landsberg am Lech (Bajorország)
- Landsberg (Szász-Anhalt)
- Landshut (Bajorország)
- Landstuhl (Rajna-vidék-Pfalz)
- Langelsheim (Alsó-Szászország)
- Langen (Alsó-Szászország)
- Langen (Hessen) (Hessen)
- Langenau (Baden-Württemberg)
- Langenburg (Baden-Württemberg)
- Langenfeld (Észak-Rajna-Vesztfália)
- Langenhagen (Alsó-Szászország)
- Langenselbold (Hessen)
- Langenzenn (Bajorország)
- Langewiesen (Türingia)
- Lassan (Mecklenburg-Elő-Pomeránia)
- Laubach (Hessen)
- Laucha an der Unstrut (Szász-Anhalt)
- Lauchhammer (Brandenburg)
- Lauchheim (Baden-Württemberg)
- Lauda-Königshofen (Baden-Württemberg)
- Lauenburg (Schleswig-Holstein)
- Lauf an der Pegnitz (Bajorország)
- Laufen (Bajorország)
- Laufenburg (Baden-Württemberg)
- Lauffen am Neckar (Baden-Württemberg)
- Lauingen (Donau) (Bajorország)
- Laupheim (Baden-Württemberg)
- Lauscha (Türingia)
- Lauta (Szászország)
- Lauter-Bernsbach (Szászország)
- Lauterbach (Hessen) (Hessen)
- Lauterecken (Rajna-vidék-Pfalz)
- Lauterstein (Baden-Württemberg)
- Lebach (Saarland)
- Lebus (Brandenburg)
- Leer (Alsó-Szászország)
- Lehesten (Türingia)
- Lehrte (Alsó-Szászország)
- Leichlingen (Észak-Rajna-Vesztfália)
- Leimen (Baden-Württemberg)
- Leinefelde-Worbis (Türingia)
- Leinfelden-Echterdingen (Baden-Württ.)
- Leipheim (Bajorország)
- Leisnig (Szászország)
- Lemgo (Észak-Rajna-Vesztfália)
- Lengefeld (Szászország)
- Lengenfeld (Szászország)
- Lengerich (Észak-Rajna-Vesztfália)
- Lennestadt (Észak-Rajna-Vesztfália)
- Lenzen (Brandenburg)
- Leonberg (Baden-Württemberg)
- Leun (Hessen)
- Leuna (Szász-Anhalt)
- Leutenberg (Türingia)
- Leutershausen (Bajorország)
- Leutkirch im Allgäu (Baden-Württemb.)
- Leverkusen (Észak-Rajna-Vesztfália)
- Lich (Hessen)
- Lichtenau (Baden-Württemberg)
- Lichtenau (Észak-Rajna-Vesztfália)
- Lichtenberg (Bajorország)
- Lichtenfels (Bajorország)
- Lichtenfels (Hessen)
- Lichtenstein (Zwickau járás) (Szászország)
- Liebenau (Hessen)
- Liebenwalde (Brandenburg)
- Lieberose (Brandenburg)
- Liebstadt (Szászország)
- Limbach-Oberfrohna (Szászország)
- Limburg an der Lahn (Hessen)
- Lindau (Szász-Anhalt)
- Lindau (Bodensee) (Bajorország)
- Linden (Hessen)
- Lindenberg im Allgäu (Bajorország)
- Lindenfels (Hessen)
- Lindow (Mark) (Brandenburg)
- Lingen (Alsó-Szászország)
- Linnich (Észak-Rajna-Vesztfália)
- Linz am Rhein (Rajna-vidék-Pfalz)
- Lipcse (Szászország)
- Lippstadt (Észak-Rajna-Vesztfália)
- Löbau (Szászország)
- Löbejün (Szász-Anhalt)
- Loburg (Szász-Anhalt)
- Löffingen (Baden-Württemberg)
- Lohmar (Észak-Rajna-Vesztfália)
- Lohne (Alsó-Szászország)
- Löhne (Észak-Rajna-Vesztfália)
- Lohr am Main (Bajorország)
- Loitz (Mecklenburg-Elő-Pomeránia)
- Lollar (Hessen)
- Lommatzsch (Szászország)
- Löningen (Alsó-Szászország)
- Lorch (Baden-Württemberg)
- Lorch (Hessen)
- Lörrach (Baden-Württemberg)
- Lorsch (Hessen)
- Lößnitz (Szászország)
- Löwenstein (Baden-Württemberg)
- Lübbecke (Észak-Rajna-Vesztfália)
- Lübben (Spreewald) (Brandenburg)
- Lübbenau (Brandenburg)
- Lübeck (Schleswig-Holst. / Hanza-város)
- Lübtheen (Mecklenburg-Elő-Pomeránia)
- Lübz (Mecklenburg-Elő-Pomeránia)
- Lüchow (Wendland) (Alsó-Szászország)
- Lucka (Türingia)
- Luckau (Brandenburg)
- Luckenwalde (Brandenburg)
- Lüdenscheid (Észak-Rajna-Vesztfália)
- Lüdinghausen (Észak-Rajna-Vesztfália)
- Ludwigsburg (Baden-Württemberg)
- Ludwigsfelde (Brandenburg)
- Ludwigshafen am Rhein (Rajna-vidék-Pfalz)
- Ludwigslust (Mecklenburg-Elő-Pomeránia)
- Ludwigsstadt (Bajorország)
- Lugau/Erzgeb. (Szászország)
- Lügde (Észak-Rajna-Vesztfália)
- Lüneburg (Alsó-Szászország)
- Lünen (Észak-Rajna-Vesztfália)
- Lunzenau (Szászország)
- Lütjenburg (Schleswig-Holstein)
- Lützen (Szász-Anhalt)
- Lychen (Brandenburg)

## M
- Magdala (Türingia)
- Magdeburg (Szász-Anhalt)
- Mahlberg (Baden-Württemberg)
- Mainbernheim (Bajorország)
- Mainburg (Bajorország)
- Maintal (Hessen)
- Mainz (Rajna-vidék-Pfalz fővárosa)
- Malchin (Mecklenburg-Elő-Pomeránia)
- Malchow (Mecklenburg-Elő-Pomeránia)
- Mannheim (Baden-Württemberg)
- Manderscheid (Rajna-vidék-Pfalz)
- Mansfeld (Szász-Anhalt)
- Marbach am Neckar (Baden-Württemberg)
- Marburg (Hessen)
- Marienberg (Szászország)
- Marienmünster (Észak-Rajna-Vesztfália)
- Markdorf (Baden-Württemberg)
- Markgröningen (Baden-Württemberg)
- Märkisch Buchholz (Brandenburg)
- Markkleeberg (Szászország)
- Markneukirchen (Szászország)
- Markranstädt (Szászország)
- Marktbreit (Bajorország)
- Marktheidenfeld (Bajorország)
- Marktleuthen (Bajorország)
- Marktoberdorf (Bajorország)
- Marktredwitz (Bajorország)
- Marktsteft (Bajorország)
- Marl (Észak-Rajna-Vesztfália)
- Marlow (Mecklenburg-Elő-Pomeránia)
- Marne (Schleswig-Holstein)
- Marsberg (Észak-Rajna-Vesztfália)
- Maulbronn (Baden-Württemberg)
- Maxhütte-Haidhof (Bajorország)
- Mayen (Rajna-vidék-Pfalz)
- Mechernich (Észak-Rajna-Vesztfália)
- Meckenheim (Észak-Rajna-Vesztfália)
- Medebach (Észak-Rajna-Vesztfália)
- Meerane (Szászország)
- Meerbusch (Észak-Rajna-Vesztfália)
- Meersburg (Baden-Württemberg)
- Meinerzhagen (Észak-Rajna-Vesztfália)
- Meiningen (Türingia)
- Meisenheim (Rajna-vidék-Pfalz)
- Meißen (Szászország)
- Meldorf (Schleswig-Holstein)
- Melle (Alsó-Szászország)
- Mellrichstadt (Bajorország)
- Melsungen (Hessen)
- Memmingen (Bajorország)
- Menden (Sauerland) (Észak-Rajna-Vesztfália)
- Mendig (Rajna-vidék-Pfalz)
- Mengen (Baden-Württemberg)
- Meppen (Alsó-Szászország)
- Merkendorf (Bajorország)
- Merseburg (Szász-Anhalt)
- Merzig (Saarland)
- Meschede (Észak-Rajna-Vesztfália)
- Meßkirch (Baden-Württemberg)
- Meßstetten (Baden-Württemberg)
- Mettmann  (Észak-Rajna-Vesztfália)
- Metzingen (Baden-Württemberg)
- Meuselwitz (Türingia)
- Meyenburg (Brandenburg)
- Michelstadt (Hessen)
- Miesbach (Bajorország)
- Miltenberg (Bajorország)
- Mindelheim (Bajorország)
- Minden (Észak-Rajna-Vesztfália)
- Mirow (Mecklenburg-Elő-Pomeránia)
- Mittenwalde (Brandenburg)
- Mitterteich (Bajorország)
- Mittweida (Szászország)
- Möckern (Szász-Anhalt)
- Möckmühl (Baden-Württemberg)
- Moers (Észak-Rajna-Vesztfália)
- Mölln (Schleswig-Holstein)
- Mönchengladbach (Észak-Rajna-Vesztfália)
- Monheim am Rhein (Észak-Rajna-Vesztfália)
- Monheim (Bajorország)
- Monschau (Észak-Rajna-Vesztfália)
- Montabaur (Rajna-vidék-Pfalz)
- Moosburg (Bajorország)
- Mörfelden-Walldorf (Hessen)
- Moringen (Alsó-Szászország)
- Mosbach (Baden-Württemberg)
- Mössingen (Baden-Württemberg)
- Mücheln (Szász-Anhalt)
- Mügeln (Szászország)
- Mühlacker (Baden-Württemberg)
- Mühlberg (Elbe) (Brandenburg)
- Mühldorf (Bajorország)
- Mühlhausen (Türingia)
- Mühlheim am Main (Hessen)
- Mühlheim an der Donau (Baden-Württemberg)
- Mülheim an der Ruhr (Észak-Rajna-Vesztfália)
- Mülheim-Kärlich (Rajna-vidék-Pfalz)
- Müllheim (Baden-Württemberg)
- Müllrose (Brandenburg)
- Münchberg (Bajorország)
- Müncheberg (Brandenburg)
- Münchenbernsdorf (Türingia)
- Munderkingen (Baden-Württemberg)
- München (Bajorország fővárosa)
- Münnerstadt (Bajorország)
- Münsingen (Baden-Württemberg)
- Munster (Alsó-Szászország)
- Münster (Észak-Rajna-Vesztfália)
- Münstermaifeld (Rajna-vidék-Pfalz)
- Münzenberg (Hessen)
- Murrhardt (Baden-Württemberg)
- Mutzschen (Szászország)
- Mylau (Szászország)

## N
- Nabburg (Bajorország)
- Nagold (Baden-Württemberg)
- Naila (Bajorország)
- Nassau (Rajna-vidék-Pfalz)
- Nastätten (Rajna-vidék-Pfalz)
- Nauen (Brandenburg)
- Naumburg (Hessen) (Hessen)
- Naumburg (Saale) (Szász-Anhalt)
- Naunhof (Szászország)
- Nebra (Unstrut) (Szász-Anhalt)
- Neckarbischofsheim (Baden-Württemberg)
- Neckargemünd (Baden-Württemberg)
- Neckarsteinach (Hessen)
- Neckarsulm (Baden-Württemberg)
- Nerchau (Szászország)
- Neresheim (Baden-Württemberg)
- Netphen (Észak-Rajna-Vesztfália)
- Nettetal (Észak-Rajna-Vesztfália)
- Netzschkau (Szászország)
- Neubrandenburg (Mecklenburg-Elő-Pomeránia)
- Neubukow (Mecklenburg-Elő-Pomeránia)
- Neubulach (Baden-Württemberg)
- Neuburg an der Donau (Bajorország)
- Neudenau (Baden-Württemberg)
- Neuenbürg (Baden-Württemberg)
- Neuenburg am Rhein (Baden-Württemb.)
- Neuenhaus (Alsó-Szászország)
- Neuenrade (Észak-Rajna-Vesztfália)
- Neuenstadt am Kocher (Baden-Württemb.)
- Neuenstein (Baden-Württemberg)
- Neuerburg (Rajna-vidék-Pfalz)
- Neuffen (Baden-Württemberg)
- Neuhaus am Rennweg (Türingia)
- Neu-Isenburg (Hessen)
- Neukalen (Mecklenburg-Elő-Pomeránia)
- Neukirchen (Hessen)
- Neukirchen-Vluyn (Észak-Rajna-Vesztfália)
- Neukloster (Mecklenburg-Elő-Pomeránia)
- Neumark (bei Weimar) (Türingia)
- Neumarkt in der Oberpfalz (Bajorország)
- Neumarkt-Sankt Veit (Bajorország)
- Neumünster (Schleswig-Holstein)
- Neunburg vorm Wald (Bajorország)
- Neunkirchen (Saarland)
- Neuötting (Bajorország)
- Neuruppin (Brandenburg)
- Neusalza-Spremberg (Szászország)
- Neusäß (Bajorország)
- Neuss (Észak-Rajna-Vesztfália)
- Neustadt an der Aisch (Bajorország)
- Neustadt an der Donau (Bajorország)
- Neustadt an der Waldnaab (Bajorország)
- Neustadt am Kulm (Bajorország)
- Neustadt am Rübenberge Alsó-Szászország
- Neustadt an der Orla (Türingia)
- Neustadt an der Weinstraße (Rh.-Pfalz)
- Neustadt bei Coburg (Bajorország)
- Neustadt (Dosse) (Brandenburg)
- Neustadt-Glewe (Mecklenburg-Elő-Pomeránia)
- Neustadt (Hessen) (Hessen)
- Neustadt in Holstein (Schlesw.-Holst.)
- Neustadt i. Sa. (Szászország)
- Neustrelitz (Mecklenburg-Elő-Pomeránia)
- Neutraubling (Bajorország)
- Neu-Ulm (Bajorország)
- Neuwied (Rajna-vidék-Pfalz)
- Nidda (Hessen)
- Niddatal (Hessen)
- Nidderau (Hessen)
- Nideggen (Észak-Rajna-Vesztfália)
- Niebüll (Schleswig-Holstein)
- Niedenstein (Hessen)
- Niederkassel (Észak-Rajna-Vesztfália)
- Niedernhall (Baden-Württemberg)
- Niederstetten (Baden-Württemberg)
- Niederstotzingen (Baden-Württemb.)
- Nieheim (Észak-Rajna-Vesztfália)
- Niemegk (Brandenburg)
- Nienburg (Saale) (Szász-Anhalt)
- Nienburg/Weser (Alsó-Szászország)
- Niesky (Szászország)
- Nittenau (Bajorország)
- Norden (Alsó-Szászország)
- Nordenham (Alsó-Szászország)
- Norderney (Alsó-Szászország)
- Norderstedt (Schleswig-Holstein)
- Nordhausen (Türingia)
- Nordhorn (Alsó-Szászország)
- Nördlingen (Bajorország)
- Northeim (Alsó-Szászország)
- Nortorf (Schleswig-Holstein)
- Nossen (Szászország)
- Nürnberg (Bajorország)
- Nürtingen (Baden-Württemberg)

## O
- Oberasbach (Bajorország)
- Oberharz am Brocken (Szász-Anhalt)
- Oberhausen (Észak-Rajna-Vesztfália)
- Oberhof (Türingia)
- Oberkirch (Baden-Württemberg)
- Oberkochen (Baden-Württemberg)
- Oberlungwitz (Szászország)
- Obermoschel (Rajna-vidék-Pfalz)
- Obernburg am Main (Bajorország)
- Oberndorf am Neckar (Baden-Württ.)
- Obernkirchen (Alsó-Szászország)
- Ober-Ramstadt (Hessen)
- Oberriexingen (Baden-Württemberg)
- Obertshausen (Hessen)
- Oberursel (Taunus) (Hessen)
- Oberviechtach (Bajorország)
- Oberweißbach/Thüringer Wald (Türingia)
- Oberwesel (Rajna-vidék-Pfalz)
- Oberwiesenthal, Kurort (Szászország)
- Ochsenfurt (Bajorország)
- Ochsenhausen (Baden-Württemberg)
- Ochtrup (Észak-Rajna-Vesztfália)
- Oderberg (Brandenburg)
- Oebisfelde-Weferlingen (Szász-Anhalt)
- Oederan (Szászország)
- Oelde (Észak-Rajna-Vesztfália)
- Oelsnitz/Erzgeb. (Szászország)
- Oelsnitz/Vogtl. (Szászország)
- Oer-Erkenschwick (Észak-Rajna-Vesztfália)
- Oerlinghausen (Észak-Rajna-Vesztfália)
- Oestrich-Winkel (Hessen)
- Oettingen in Bayern (Bajorország)
- Offenbach am Main (Hessen)
- Offenburg (Baden-Württemberg)
- Ohrdruf (Türingia)
- Öhringen (Baden-Württemberg)
- Olbernhau (Szászország)
- Oldenburg (Alsó-Szászország)
- Oldenburg in Holstein (Schleswig-Holst.)
- Olfen (Észak-Rajna-Vesztfália)
- Olpe (Észak-Rajna-Vesztfália)
- Olsberg (Észak-Rajna-Vesztfália)
- Oppenau (Baden-Württemberg)
- Oppenheim (Rajna-vidék-Pfalz)
- Oranienbaum (Szász-Anhalt)
- Oranienburg (Brandenburg)
- Orlamünde (Türingia)
- Ornbau (Bajorország)
- Ortenberg (Hessen)
- Ortrand (Brandenburg)
- Oschatz (Szászország)
- Oschersleben (Bode) (Szász-Anhalt)
- Osnabrück (Alsó-Szászország)
- Osterburg (Altmark) (Szász-Anhalt)
- Osterburken (Baden-Württemberg)
- Osterfeld (Szász-Anhalt)
- Osterhofen (Bajorország)
- Osterholz-Scharmbeck (Alsó-Szászország)
- Osterode am Harz (Alsó-Szászország)
- Osterwieck (Szász-Anhalt)
- Ostfildern (Baden-Württemberg)
- Ostheim vor der Rhön (Bajorország)
- Osthofen (Rajna-vidék-Pfalz)
- Östringen (Baden-Württemberg)
- Ostritz (Szászország)
- Otterberg (Rajna-vidék-Pfalz)
- Otterndorf (Alsó-Szászország)
- Ottweiler (Saarland)
- Overath (Észak-Rajna-Vesztfália)
- Owen (Baden-Württemberg)

## P
- Paderborn (Észak-Rajna-Vesztfália)
- Papenburg (Alsó-Szászország)
- Pappenheim (Bajorország)
- Parchim (Mecklenburg-Elő-Pomeránia)
- Parsberg (Bajorország)
- Pasewalk (Mecklenburg-Elő-Pomeránia)
- Passau (Bajorország)
- Pattensen (Alsó-Szászország)
- Pausa-Mühltroff (Szászország)
- Pegau (Szászország)
- Pegnitz (Bajorország)
- Peine (Alsó-Szászország)
- Peitz (Brandenburg)
- Penig (Szászország)
- Penkun Mecklenburg-Elő-Pomeránia)
- Penzberg (Bajorország)
- Penzlin (Mecklenburg-Elő-Pomeránia)
- Perleberg (Brandenburg)
- Petershagen (Észak-Rajna-Vesztfália)
- Pfaffenhofen an der Ilm (Bajorország)
- Pfarrkirchen (Bajorország)
- Pforzheim (Baden-Württemberg)
- Pfreimd (Bajorország)
- Pfullendorf (Baden-Württemberg)
- Pfullingen (Baden-Württemberg)
- Pfungstadt (Hessen)
- Philippsburg (Baden-Württemberg)
- Pinneberg (Schleswig-Holstein)
- Pirmasens (Rajna-vidék-Pfalz)
- Pirna (Szászország)
- Plattling (Bajorország)
- Plau am See (Mecklenburg-Elő-Pomeránia)
- Plaue (Türingia)
- Plauen (Szászország)
- Plettenberg (Észak-Rajna-Vesztfália)
- Pleystein (Bajorország)
- Plochingen (Baden-Württemberg)
- Plön (Schleswig-Holstein)
- Pocking (Bajorország)
- Pohlheim (Hessen)
- Polch Rajna-vidék-Pfalz)
- Porta Westfalica (Észak-Rajna-Vesztfália)
- Pößneck (Türingia)
- Potsdam (Brandenburg fővárosa)
- Pottenstein (Bajorország)
- Preetz (Schleswig-Holstein)
- Premnitz (Brandenburg)
- Prenzlau (Brandenburg)
- Pressath (Bajorország)
- Prettin (Szász-Anhalt)
- Pretzsch (Elbe) (Szász-Anhalt)
- Preußisch Oldendorf (Észak-Rajna-Vesztfália)
- Prichsenstadt (Bajorország)
- Pritzwalk (Brandenburg)
- Prüm (Rajna-vidék-Pfalz)
- Pulheim (Észak-Rajna-Vesztfália)
- Pulsnitz (Szászország)
- Putbus (Mecklenburg-Elő-Pomeránia)
- Putlitz (Brandenburg)
- Püttlingen (Saarland)

## Q
- Quakenbrück (Alsó-Szászország)
- Quedlinburg (Szász-Anhalt)
- Querfurt (Szász-Anhalt)
- Quickborn (Schleswig-Holstein)

## R
- Rabenau (Szászország)
- Radeberg (Szászország)
- Radebeul (Szászország)
- Radeburg (Szászország)
- Radegast (Szász-Anhalt)
- Radevormwald (Észak-Rajna-Vesztfália)
- Radolfzell am Bodensee (Baden-Württ.)
- Raguhn-Jeßnitz (Szász-Anhalt)
- Rahden (Észak-Rajna-Vesztfália)
- Rain (Bajorország)
- Ramstein-Miesenbach (Rajna-vidék-Pfalz)
- Ranis (Türingia)
- Ransbach-Baumbach (Rajna-vidék-Pfalz)
- Rastatt (Baden-Württemberg)
- Rastenberg (Türingia)
- Rathenow (Brandenburg)
- Ratingen (Észak-Rajna-Vesztfália)
- Ratzeburg (Schleswig-Holstein)
- Rauenberg (Baden-Württemberg)
- Raunheim (Hessen)
- Rauschenberg (Hessen)
- Ravensburg (Baden-Württemberg)
- Ravenstein (Baden-Württemberg)
- Recklinghausen (Észak-Rajna-Vesztfália)
- Rees (Észak-Rajna-Vesztfália)
- Regen (Bajorország)
- Regensburg (Bajorország)
- Regis-Breitingen (Szászország)
- Rehau (Bajorország)
- Rehburg-Loccum (Alsó-Szászország)
- Rehna (Mecklenburg-Elő-Pomeránia)
- Reichelsheim (Wetterau) (Hessen)
- Reichenbach im Vogtland (Szászország)
- Reichenbach/O.L. (Szászország)
- Reinbek (Schleswig-Holstein)
- Reinfeld (Holstein) (Schleswig-Holstein)
- Reinheim (Hessen)
- Remagen (Rajna-vidék-Pfalz)
- Remda-Teichel (Türingia)
- Remscheid (Észak-Rajna-Vesztfália)
- Remseck am Neckar (Baden-Württemberg)
- Renchen (Baden-Württemberg)
- Rendsburg (Schleswig-Holstein)
- Rennerod (Rajna-vidék-Pfalz)
- Renningen (Baden-Württemberg)
- Rerik (Mecklenburg-Elő-Pomeránia)
- Rethem (Alsó-Szászország)
- Reutlingen (Baden-Württemberg)
- Rheda-Wiedenbrück (Észak-Rajna-Vesztfália)
- Rhede (Észak-Rajna-Vesztfália)
- Rheinau (Baden-Württemberg)
- Rheinbach (Észak-Rajna-Vesztfália)
- Rheinberg (Észak-Rajna-Vesztfália)
- Rheine (Észak-Rajna-Vesztfália)
- Rheinfelden (Baden-Württemberg)
- Rheinsberg (Brandenburg)
- Rheinstetten (Baden-Württemberg)
- Rhens (Rajna-vidék-Pfalz)
- Rhinow (Brandenburg)
- Ribnitz-Damgarten (Mecklenburg-Elő-Pomeránia)
- Richtenberg (Mecklenburg-Elő-Pomeránia)
- Riedenburg (Bajorország)
- Riedlingen (Baden-Württemberg)
- Rieneck (Bajorország)
- Riesa (Szászország)
- Rietberg (Észak-Rajna-Vesztfália)
- Rinteln (Alsó-Szászország)
- Röbel/Müritz (Mecklenburg-Elő-Pomeránia)
- Rochlitz (Szászország)
- Rockenhausen (Rajna-vidék-Pfalz)
- Rodalben (Rajna-vidék-Pfalz)
- Rodenberg (Alsó-Szászország)
- Rödental (Bajorország)
- Rödermark (Hessen)
- Rodewisch (Szászország)
- Rodgau (Hessen)
- Roding (Bajorország)
- Römhild (Türingia)
- Romrod (Hessen)
- Ronneburg (Türingia)
- Ronnenberg (Alsó-Szászország)
- Rosbach vor der Höhe (Hessen)
- Rosenfeld (Baden-Württemberg)
- Rosenheim (Bajorország)
- Rosenthal (Hessen)
- Rösrath (Észak-Rajna-Vesztfália)
- Roßlau (Szász-Anhalt)
- Roßleben (Türingia)
- Roßwein (Szászország)
- Rostock (Mecklenburg-Elő-Pomeránia / Hanza-város)
- Rotenburg an der Fulda (Hessen)
- Rotenburg an der Wümme (Alsó-Szászország)
- Roth (bei Nürnberg) (Bajorország)
- Rötha (Szászország)
- Röthenbach an der Pegnitz (Bajorország)
- Rothenburg (Szászország)
- Rothenburg ob der Tauber (Bajorország)
- Rothenfels (Bajorország)
- Rottenburg am Neckar (Baden-Württ.)
- Rottenburg a.d.Laaber (Bajorország)
- Röttingen (Bajorország)
- Rottweil (Baden-Württemberg)
- Rötz (Bajorország)
- Rüdesheim (Hessen)
- Rudolstadt (Türingia)
- Ruhla (Türingia)
- Ruhland (Brandenburg)
- Runkel (Hessen)
- Rüsselsheim (Hessen)
- Rüthen (Észak-Rajna-Vesztfália)

## S
- Saalburg-Ebersdorf (Türingia)
- Saalfeld (Türingia)
- Saarbrücken (Saarland fővárosa)
- Saarburg (Rajna-vidék-Pfalz)
- Saarlouis (Saarland)
- Sachsenhagen (Alsó-Szászország)
- Sachsenheim (Baden-Württemberg)
- Salzgitter (Alsó-Szászország)
- Salzkotten (Észak-Rajna-Vesztfália)
- Salzwedel (Szász-Anhalt)
- Sandau (Szász-Anhalt)
- Sandersleben (Szász-Anhalt)
- Sangerhausen (Szász-Anhalt)
- Sankt Andreasberg, Bergstadt Alsó-Szászország
- Sankt Augustin (Észak-Rajna-Vesztfália)
- Sankt Goar (Rajna-vidék-Pfalz)
- Sankt Goarshausen (Rajna-vidék-Pfalz)
- Sarstedt (Alsó-Szászország)
- Sassenberg (Észak-Rajna-Vesztfália)
- Sassnitz (Mecklenburg-Elő-Pomeránia)
- Sayda (Szászország)
- Schafstädt (Szász-Anhalt)
- Schalkau (Türingia)
- Schauenstein (Bajorország)
- Scheer (Baden-Württemberg)
- Scheibenberg (Szászország)
- Scheinfeld (Bajorország)
- Schelklingen (Baden-Württemberg)
- Schenefeld (Schleswig-Holstein)
- Scheßlitz (Bajorország)
- Schieder-Schwalenberg (NRW)
- Schifferstadt (Rajna-vidék-Pfalz)
- Schildau, Gneisenaustadt (Szászország)
- Schillingsfürst (Bajorország)
- Schiltach (Baden-Württemberg)
- Schirgiswalde-Kirschau (Szászország)
- Schkeuditz (Szászország)
- Schkölen (Türingia)
- Schleiden (Észak-Rajna-Vesztfália)
- Schleiz (Türingia)
- Schleswig (Schleswig-Holstein)
- Schlettau (Szászország)
- Schleusingen (Türingia)
- Schlieben (Brandenburg)
- Schlitz (Hessen)
- Schloß Holte-Stukenbrock (NRW)
- Schlotheim (Türingia)
- Schlüchtern (Hessen)
- Schlüsselfeld (Bajorország)
- Schmalkalden (Türingia)
- Schmallenberg (Észak-Rajna-Vesztfália)
- Schmölln (Türingia)
- Schnackenburg (Alsó-Szászország)
- Schnaittenbach (Bajorország)
- Schneeberg (Szászország)
- Schneverdingen (Alsó-Szászország)
- Schömberg (Baden-Württemberg)
- Schönau (Baden-Württemberg)
- Schönau im Schwarzwald (Baden-W.)
- Schönberg (Mecklenburg-Elő-Pomeránia)
- Schönebeck (Szász-Anhalt)
- Schöneck (Szászország)
- Schönewalde (Brandenburg)
- Schongau (Bajorország)
- Schöningen (Alsó-Szászország)
- Schönsee (Bajorország)
- Schönwald (Bajorország)
- Schopfheim (Baden-Württemberg)
- Schöppenstedt (Alsó-Szászország)
- Schorndorf (Baden-Württemberg)
- Schortens (Alsó-Szászország)
- Schotten (Hessen)
- Schramberg (Baden-Württemberg)
- Schraplau (Szász-Anhalt)
- Schriesheim (Baden-Württemberg)
- Schrobenhausen (Bajorország)
- Schrozberg (Baden-Württemberg)
- Schüttorf (Alsó-Szászország)
- Schwaan (Mecklenburg-Elő-Pomeránia)
- Schwabach (Bajorország)
- Schwäbisch Gmünd (Baden-Württemb.)
- Schwäbisch Hall (Baden-Württemberg)
- Schwabmünchen (Bajorország)
- Schwaigern (Baden-Württemberg)
- Schwalbach am Taunus (Hessen)
- Schwalmstadt (Hessen)
- Schwandorf (Bajorország)
- Schwanebeck (Szász-Anhalt)
- Schwarzenbach am Wald (Bajorország)
- Schwarzenbach an der Saale (Bajorország)
- Schwarzenbek (Schleswig-Holstein)
- Schwarzenberg/Erzgeb. (Szászország)
- Schwarzenborn (Hessen)
- Schwarzheide (Brandenburg)
- Schwedt/Oder (Brandenburg)
- Schweich (Rajna-vidék-Pfalz)
- Schweinfurt (Bajorország)
- Schwelm (Észak-Rajna-Vesztfália)
- Schwerin (Meckl.-Elő-Pomeránia fővárosa)
- Schwerte (Észak-Rajna-Vesztfália)
- Schwetzingen (Baden-Württemberg)
- Sebnitz (Szászország)
- Seehausen (Altmark) (Szász-Anhalt)
- Seehausen (Börde) (Szász-Anhalt)
- Seelow (Brandenburg)
- Seelze (Alsó-Szászország)
- Seesen (Alsó-Szászország)
- Sehnde (Alsó-Szászország)
- Seifhennersdorf (Szászország)
- Selb (Bajorország)
- Selbitz (Bajorország)
- Seligenstadt (Hessen)
- Selm (Észak-Rajna-Vesztfália)
- Selters (Westerwald) (Rajna-vidék-Pfalz)
- Senden (Bajorország) (Bajorország)
- Sendenhorst (Észak-Rajna-Vesztfália)
- Senftenberg (Brandenburg)
- Seßlach (Bajorország)
- Siegburg (Észak-Rajna-Vesztfália)
- Siegen (Észak-Rajna-Vesztfália)
- Sigmaringen (Baden-Württemberg)
- Simbach am Inn (Bajorország)
- Simmern (Rajna-vidék-Pfalz)
- Sindelfingen (Baden-Württemberg)
- Singen (Baden-Württemb.)
- Sinsheim (Baden-Württemberg)
- Sinzig (Rajna-vidék-Pfalz)
- Soest (Észak-Rajna-Vesztfália)
- Solingen (Észak-Rajna-Vesztfália)
- Solms (Hessen)
- Soltau (Alsó-Szászország)
- Sömmerda (Türingia)
- Sondershausen (Türingia)
- Sonneberg (Türingia)
- Sonnewalde (Brandenburg)
- Sonthofen (Bajorország)
- Sontra (Hessen)
- Spaichingen (Baden-Württemberg)
- Spalt (település) (Bajorország)
- Spangenberg (Hessen)
- Spenge (Észak-Rajna-Vesztfália)
- Speyer (Rajna-vidék-Pfalz)
- Spremberg (Brandenburg)
- Springe (Alsó-Szászország)
- Sprockhövel (Észak-Rajna-Vesztfália)
- Stade (Alsó-Szászország)
- Stadtallendorf (Hessen)
- Stadthagen (Alsó-Szászország)
- Stadtilm (Türingia)
- Stadtlengsfeld (Türingia)
- Stadtlohn (Észak-Rajna-Vesztfália)
- Stadtoldendorf (Alsó-Szászország)
- Stadtprozelten (Bajorország)
- Stadtroda (Türingia)
- Stadtsteinach (Bajorország)
- Stadt Wehlen (Szászország)
- Starnberg (Bajorország)
- Staßfurt (Szász-Anhalt)
- Staufen im Breisgau (Baden-Württ.)
- Staufenberg (Hessen)
- Stavenhagen, Reuterstadt (Meckl.-W.Pom.)
- St. Blasien (Baden-Württemberg)
- Stein (Bajorország)
- Steinach (Türingia)
- Steinau an der Straße (Hessen)
- Steinbach-Hallenberg (Türingia)
- Steinbach (Taunus) (Hessen)
- Steinfurt (Észak-Rajna-Vesztfália)
- Steinheim an der Murr (Baden-Württ.)
- Steinheim (Észak-Rajna-Vesztfália)
- Stendal (Szász-Anhalt)
- Sternberg (Mecklenburg-Elő-Pomeránia)
- St. Ingbert (Saarland)
- St. Georgen im Schwarzwald (BW)
- Sabckach (Baden-Württemberg)
- Stolberg (Szász-Anhalt) (Szász-Anhalt)
- Stolberg (Észak-Rajna-Vesztfália)
- Stollberg/Erzgeb. (Szászország)
- Stolpen (Szászország)
- Storkow (Mark) (Brandenburg)
- Stößen (Szász-Anhalt)
- Straelen (Észak-Rajna-Vesztfália)
- Stralsund, (Meckl.-Elő-Pomeránia / Hanza-város)
- Strasburg (Uckermark) (Meckl.-Elő-Pomeránia)
- Straubing (Bajorország)
- Strausberg (Brandenburg)
- Strehla (Szászország)
- Stromberg (Rajna-vidék-Pfalz)
- Stühlingen (Baden-Württemberg)
- Stutensee (Baden-Württemberg)
- Stuttgart (Baden-Württemberg fővárosa)
- St. Wendel (Saarland)
- Suhl (Türingia)
- Sulingen (Alsó-Szászország)
- Sulz am Neckar (Baden-Württemberg)
- Sulzbach/Saar (Saarland)
- Sulzbach-Rosenberg (Bajorország)
- Sulzburg (Baden-Württemberg)
- Sundern (Észak-Rajna-Vesztfália)
- Süßen (Baden-Württemberg)
- Syke (Alsó-Szászország)

## T
- Tambach-Dietharz (Türingia)
- Tangerhütte (Szász-Anhalt)
- Tangermünde (Szász-Anhalt)
- Tann (Rhön) (Hessen)
- Tanna (Türingia)
- Tauberbischofsheim (Baden-Württemb.)
- Taucha (Szászország)
- Taunusstein (Hessen)
- Tecklenburg (Észak-Rajna-Vesztfália)
- Tegernsee (Bajorország)
- Telgte (Észak-Rajna-Vesztfália)
- Teltow (Brandenburg)
- Templin (Brandenburg)
- Tengen (Baden-Württemberg)
- Tessin (Mecklenburg-Elő-Pomeránia)
- Teterow (Mecklenburg-Elő-Pomeránia)
- Tettnang (Baden-Württemberg)
- Teublitz (Bajorország)
- Teuchern (Szász-Anhalt)
- Teupitz  (Brandenburg)
- Teuschnitz (Bajorország)
- Thale (Szász-Anhalt)
- Thalheim/Erzgeb. (Szászország)
- Thannhausen (Bajorország)
- Tharandt (Szászország)
- Themar (Türingia)
- Thum (Szászország)
- Tirschenreuth (Bajorország)
- Titisee-Neustadt (Baden-Württemberg)
- Tittmoning (Bajorország)
- Todtnau (Baden-Württemberg)
- Töging am Inn (Bajorország)
- Tönisvorst (Észak-Rajna-Vesztfália)
- Tönning (Schleswig-Holstein)
- Torgau (Szászország)
- Torgelow (Mecklenburg-Elő-Pomeránia)
- Tornesch (Schleswig-Holstein)
- Traben-Trarbach (Rajna-vidék-Pfalz)
- Traunreut (Bajorország)
- Traunstein (Bajorország)
- Trebbin (Brandenburg)
- Trebsen/Mulde (Szászország)
- Treffurt (Türingia)
- Trendelburg (Hessen)
- Treuchtlingen (Bajorország)
- Treuen (Szászország)
- Treuenbrietzen (Brandenburg)
- Triberg im Schwarzwald (Baden-Württ.)
- Tribsees (Mecklenburg-Elő-Pomeránia)
- Trier (Rajna-vidék-Pfalz)
- Triptis (Türingia)
- Trochtelfingen (Baden-Württemberg)
- Troisdorf (Észak-Rajna-Vesztfália)
- Trossingen (Baden-Württemberg)
- Trostberg (Bajorország)
- Tübingen (Baden-Württemberg)
- Tuttlingen (Baden-Württemberg)
- Twistringen (Alsó-Szászország)

## U
- Übach-Palenberg (Észak-Rajna-Vesztfália)
- Überlingen (Baden-Württemberg)
- Uebigau-Wahrenbrück (Brandenburg)
- Ueckermünde (Mecklenburg-Elő-Pomeránia)
- Uelzen (Alsó-Szászország)
- Uetersen (Schleswig-Holstein)
- Uffenheim (Bajorország)
- Uhingen (Baden-Württemberg)
- Ulm (Baden-Württemberg)
- Ulrichstein (Hessen)
- Ummerstadt (Türingia)
- Unkel (Rajna-vidék-Pfalz)
- Unna (Észak-Rajna-Vesztfália)
- Unterschleißheim (Bajorország)
- Usedom (Mecklenburg-Elő-Pomeránia)
- Usingen (Hessen)
- Uslar (Alsó-Szászország)

## V
- Vacha (Türingia)
- Vaihingen an der Enz (Baden-Württemb.)
- Vallendar (Rajna-vidék-Pfalz)
- Varel (Alsó-Szászország)
- Vechta (Alsó-Szászország)
- Velbert (Észak-Rajna-Vesztfália)
- Velburg (Bajorország)
- Velden (Bajorország)
- Vellberg (Baden-Württemberg)
- Vellmar (Hessen)
- Velten (Brandenburg)
- Verden (Alsó-Szászország)
- Veringenstadt (Baden-Württemberg)
- Versmold (Észak-Rajna-Vesztfália)
- Vetschau/Spreewald (Brandenburg)
- Viechtach (Bajorország)
- Vienenburg (Alsó-Szászország)
- Viernheim (Hessen)
- Viersen (Észak-Rajna-Vesztfália)
- Villingen-Schwenningen (Baden-Württemb.)
- Vilsbiburg (Bajorország)
- Vilseck (Bajorország)
- Vilshofen an der Donau (Bajorország)
- Visselhövede (Alsó-Szászország)
- Vlotho (Észak-Rajna-Vesztfália)
- Voerde (Észak-Rajna-Vesztfália)
- Vogtsburg im Kaiserstuhl (B.-Württ.)
- Vohburg an der Donau (Bajorország)
- Vohenstrauß (Bajorország)
- Vöhrenbach (Baden-Württemberg)
- Vöhringen (Bajorország)
- Volkach (Bajorország)
- Völklingen (Saarland)
- Volkmarsen (Hessen)
- Vreden (Észak-Rajna-Vesztfália)

## W
- Wachenheim an der Weinstraße (Rhl.-Pf.)
- Wächtersbach (Hessen)
- Wadern (Saarland)
- Waghäusel (Baden-Württemberg)
- Wahlstedt (Schleswig-Holstein)
- Waiblingen (Baden-Württemberg)
- Waibstadt (Baden-Württemberg)
- Waischenfeld (Bajorország)
- Waldbröl (Észak-Rajna-Vesztfália)
- Waldeck (Hessen)
- Waldenbuch (Baden-Württemberg)
- Waldenburg (Szászország)
- Waldenburg (Baden-Württemberg)
- Waldershof (Bajorország)
- Waldheim (Szászország)
- Waldkappel (Hessen)
- Waldkirch (Baden-Württemberg)
- Waldkirchen (Bajorország)
- Waldkraiburg (Bajorország)
- Waldmünchen (Bajorország)
- Waldsassen (Bajorország)
- Waldshut-Tiengen (Baden-Württemberg)
- Walldorf (Baden-Württemberg)
- Walldürn (Baden-Württemberg)
- Wallenfels (Bajorország)
- Walsrode (Alsó-Szászország)
- Waltershausen (Türingia)
- Waltrop (Észak-Rajna-Vesztfália)
- Wanfried (Hessen)
- Wangen im Allgäu (Baden-Württemberg)
- Wanzleben-Börde (Szász-Anhalt)
- Warburg (Észak-Rajna-Vesztfália)
- Waren (Müritz) (Mecklenburg-Elő-Pomeránia)
- Warendorf (Észak-Rajna-Vesztfália)
- Warin (Mecklenburg-Elő-Pomeránia)
- Warstein (Észak-Rajna-Vesztfália)
- Wassenberg (Észak-Rajna-Vesztfália)
- Wasserburg am Inn (Bajorország)
- Wassertrüdingen (Bajorország)
- Wasungen (Türingia)
- Wedel (Schleswig-Holstein)
- Weener (Alsó-Szászország)
- Wegberg (Észak-Rajna-Vesztfália)
- Wegeleben (Szász-Anhalt)
- Wehr (Baden-Württemberg)
- Weida (Türingia)
- Weiden in der Oberpfalz (Bajorország)
- Weikersheim (Baden-Württemberg)
- Weil am Rhein (Baden-Württemberg)
- Weilburg (Hessen)
- Weil der Stadt (Baden-Württemberg)
- Weilheim an der Teck (Baden-Württ.)
- Weilheim in Oberbayern (Bajorország)
- Weimar (Türingia)
- Weingarten (Baden-Württemberg)
- Weinheim (Baden-Württemberg)
- Weinsberg (Baden-Württemberg)
- Weinstadt (Baden-Württemberg)
- Weismain (Bajorország)
- Weißenberg (Szászország)
- Weißenburg in Bayern (Bajorország)
- Weißenfels (Szász-Anhalt)
- Weißenhorn (Bajorország)
- Weißensee (Türingia)
- Weißenstadt (Bajorország)
- Weißenthurm (Rajna-vidék-Pfalz)
- Weißwasser/O.L. (Szászország)
- Weiterstadt (Hessen)
- Welzheim (Baden-Württemberg)
- Welzow (Brandenburg)
- Wemding (Bajorország)
- Wendlingen am Neckar (Baden-Württ.)
- Werben (Elba) (Szász-Anhalt)
- Werdau (Szászország)
- Werder (Havel) (Brandenburg)
- Werdohl (Észak-Rajna-Vesztfália)
- Werl (Észak-Rajna-Vesztfália)
- Wermelskirchen (Észak-Rajna-Vesztfália)
- Wernau (Neckar) (Baden-Württemberg)
- Werne (Észak-Rajna-Vesztfália)
- Werneuchen (Brandenburg)
- Wernigerode (Szász-Anhalt)
- Wertheim (Baden-Württemberg)
- Werther (Westf.) (Észak-Rajna-Vesztfália)
- Wertingen (Bajorország)
- Wesel (Észak-Rajna-Vesztfália)
- Wesenberg (Mecklenburg-Elő-Pomeránia)
- Wesselburen (Schleswig-Holstein)
- Wesseling (Észak-Rajna-Vesztfália)
- Westerburg (Rajna-vidék-Pfalz)
- Westerland (Schleswig-Holstein)
- Westerstede (Alsó-Szászország)
- Wetter (Ruhr) (Észak-Rajna-Vesztfália)
- Wetter (Hessen) (Hessen)
- Wettin (Szász-Anhalt)
- Wetzlar (Hessen)
- Widdern (Baden-Württemberg)
- Wiehe (Türingia)
- Wiehl (Észak-Rajna-Vesztfália)
- Wiesbaden (Hessen fővárosa)
- Wiesensteig (Baden-Württemberg)
- Wiesloch (Baden-Württemberg)
- Wildberg (Schwarzwald) (Baden-Württemberg)
- Wildemann (Alsó-Szászország)
- Wildenfels (Szászország)
- Wildeshausen (Alsó-Szászország)
- Wilhelmshaven (Alsó-Szászország)
- Wilkau-Haßlau (Szászország)
- Willebadessen (Észak-Rajna-Vesztfália)
- Willich (Észak-Rajna-Vesztfália)
- Wilsdruff (Szászország)
- Wilster (Schleswig-Holstein)
- Wilthen (Szászország)
- Windischeschenbach (Bajorország)
- Windsbach (Bajorország)
- Winnenden (Baden-Württemberg)
- Winsen (Luhe) (Alsó-Szászország)
- Winterberg (Észak-Rajna-Vesztfália)
- Wipperfürth (Észak-Rajna-Vesztfália)
- Wirges (Rajna-vidék-Pfalz)
- Wismar (Mecklenb.- Elő-Pomeránia / Hanza-város)
- Wissen (Rajna-vidék-Pfalz)
- Witten (Észak-Rajna-Vesztfália)
- Wittenberg, Lutherstadt (Szász-Anhalt)
- Wittenberge (Brandenburg)
- Wittenburg (Mecklenburg-Elő-Pomeránia)
- Wittichenau (Szászország)
- Wittlich (Rajna-vidék-Pfalz)
- Wittingen (Alsó-Szászország)
- Wittmund (Alsó-Szászország)
- Wittstock/Dosse (Brandenburg)
- Witzenhausen (Hessen)
- Woldegk (Mecklenburg-Elő-Pomeránia)
- Wolfach (Baden-Württemberg)
- Wolfen (Szász-Anhalt)
- Wolfenbüttel (Alsó-Szászország)
- Wolfhagen (Hessen)
- Wolframs-Eschenbach (Bajorország)
- Wolfratshausen (Bajorország)
- Wolfsburg (Alsó-Szászország)
- Wolfstein (Rajna-vidék-Pfalz)
- Wolgast (Mecklenburg-Elő-Pomeránia)
- Wolkenstein (Szászország)
- Wolmirstedt (Szász-Anhalt)
- Wörlitz (Szász-Anhalt)
- Worms (Rajna-vidék-Pfalz)
- Wörth am Rhein (Rajna-vidék-Pfalz)
- Wörth an der Donau (Bajorország)
- Wörth am Main (Bajorország)
- Wriezen (Brandenburg)
- Wülfrath (Észak-Rajna-Vesztfália)
- Wunsiedel (Bajorország)
- Wunstorf (Alsó-Szászország)
- Wuppertal (Észak-Rajna-Vesztfália)
- Würselen (Észak-Rajna-Vesztfália)
- Wurzbach (Türingia)
- Würzburg (Bajorország)
- Wurzen (Szászország)
- Wustrow (Wendland) (Alsó-Szászország)
- Wyk auf Föhr (Schleswig-Holstein)

## X
- Xanten (Észak-Rajna-Vesztfália)

## Z
- Zahna-Elster (Szász-Anhalt)
- Zarrentin am Schaalsee (Meckl.-Elő-Pomeránia)
- Zehdenick (Brandenburg)
- Zeil am Main (Bajorország)
- Zeitz (Szász-Anhalt)
- Zell am Harmersbach (Baden-Württemb.)
- Zell im Wiesental (Baden-Württemberg)
- Zell (Mosel) (Rajna-vidék-Pfalz)
- Zella-Mehlis (Türingia)
- Zerbst (Anhalt) (Szász-Anhalt)
- Zeulenroda-Triebes (Türingia)
- Zeven (Alsó-Szászország)
- Ziegenrück (Türingia)
- Zierenberg (Hessen)
- Ziesar (Brandenburg)
- Zirndorf (Bajorország)
- Zittau (Szászország)
- Zöblitz (Szászország)
- Zörbig (Szász-Anhalt)
- Zossen (Brandenburg)
- Zschopau (Szászország)
- Zülpich (Észak-Rajna-Vesztfália)
- Zweibrücken (Rajna-vidék-Pfalz)
- Zwenkau (Szászország)
- Zwickau (Szászország)
- Zwiesel (Bajorország)
- Zwingenberg (Hessen) (Hessen)
- Zwönitz (Szászország)

## Fordítás
Ez a szócikk részben vagy egészben  a   Liste der Städte in Deutschland című német Wikipédia-szócikk ezen változatának fordításán alapul.  Az eredeti cikk szerkesztőit annak laptörténete sorolja fel. Ez a jelzés csupán a megfogalmazás eredetét és a szerzői jogokat jelzi, nem szolgál a cikkben szereplő információk forrásmegjelöléseként.